# Dermatokaliptrogen
Dermatokaliptrogen – jeden z histogenów, dający początek czapeczce korzenia i ryzodermie u roślin dwuliściennych.